# Le Concert (film)
Pour les articles homonymes, voir Le Concert.
Pour plus de détails, voir Fiche technique et Distribution.
Le Concert est un film franco-italo-belgo-roumain réalisé par Radu Mihaileanu d'après une histoire originale de Héctor Cabello Reyes avec Thierry Degrandi et sorti en 2009.

## Synopsis
À l'époque de Brejnev, Andreï Filipov était le plus grand chef d'orchestre de l'Union soviétique et dirigeait le célèbre Orchestre du Bolchoï. Mais après avoir refusé de se séparer de ses musiciens juifs, dont son meilleur ami Sacha, et surtout la soliste Léa, il a été interrompu lors du concerto de Tchaïkovski, et licencié au faîte de sa gloire. Trente ans plus tard, il travaille toujours au théâtre Bolchoï mais comme homme de ménage. Un soir, alors qu'Andreï est resté très tard pour astiquer le bureau du maître des lieux, il intercepte un fax adressé à la direction du théâtre : il s'agit d'une invitation du Théâtre du Châtelet conviant l'orchestre officiel à venir jouer à Paris. Soudain, Andreï a une idée folle : pourquoi ne pas réunir ses anciens amis musiciens, qui vivent aujourd'hui de petits boulots, et les emmener à Paris, en les faisant passer pour le vrai Bolchoï ? Entre autres exigences de ce faux Bolchoï, la participation de la soliste Anne-Marie Jacquet. L'occasion tant attendue d'achever le concerto, et de renouer les fils du passé.

## Fiche technique
- Titre : Le Concert
- Réalisation : Radu Mihaileanu
- Scénario : Radu Mihaileanu, Alain-Michel Blanc
- Dialogues : Radu Mihaileanu
- Collaboration : Matthew Robbins, d'après une histoire originale de Héctor Cabello Reyes, avec Thierry Degrandi.
- Musique : Piotr Ilitch Tchaïkovski
- Musique additionnelle : Armand Amar, Camille Adrien
- Casting: Gigi Akoka et Hervé Jakubowicz
- Photographie : Laurent Dailland
- Décors : Stanislas Reydellet, Christian Nicolescu
- Son : Pierre Excoffier, Bruno Tarrière et Sélim Azzazi
- Société de production : EuropaCorp
- Société de distribution : EuropaCorp Distribution (France)
- Storyboard : Pierre-Emmanuel Chatiliez
- Montage : Ludo Troch
- Langue : français, russe
- Durée : 119 minutes
- Dates de sortie[1] :
  - France : 4 novembre 2009
  - Belgique : 11 novembre 2009

## Distribution
- Alexeï Gouskov : Andreï Semoinovitch Filipov
- Mélanie Laurent : Anne-Marie Jacquet
- Dmitri Nazarov (V. F. : Jacques Frantz) : Aleksander Abramovitch 'Sacha' Grossman
- Valeri Barinov : Ivan Gavrilov
- François Berléand : Olivier Morne Duplessis, le directeur du Théâtre du Châtelet
- Miou-Miou : Guylène de La Rivière, l'agent d'Anne-Marie Jacquet
- Lionel Abelanski : Jean-Paul Carrère, l'employé du Théâtre du Châtelet
- Vasile Albineț : Tueur russe
- Laurent Bateau : Bertrand
- Ramzy Bedia : Ahmed, le patron du Trou Normand
- Ovidiu Cuncea
- Maria Dinulescu : Mashenka, la mariée
- Roger Dumas : Maurice dit Momo
- Guillaume Gallienne : Raymond Laudérac
- Anna Kamenkova : Irina Filipovna, la femme d'Andreï
- Aleksandr Komissarov : Victor Vikitch
- Ion Sapdaru : Kostya Zhenkin
- Valentin Teodosiu : Leonid Vinichenko
- Anghel Gheorghe : Vassili (violoniste gitan)
- et les musiciens Deszö Balogh, Catherine Bastien, Tony Bonfis, Philippe Defosse, Françoise Gernigon, Jean-Louis  Lutomski, Roméo Liviu Balan, Adriana Marinca, Carmen Oprea, Igor Ramos, Romano, Mauricio Romero, Petr Ruzicka, Emmanuelle Stanese, Laurence Stricker, Lela Tsindelani, Efim Zoubriski

## Le concert
Lors de la diffusion du film au cinéma, l'introduction s'accompagnait d'un extrait de l'Allegro moderato du concerto pour violon en ré majeur (en russe : Скрипичный концерт), op. 35, de Tchaïkovski, où Filipov mime depuis le balcon le rôle du chef d'orchestre. Cet extrait est remplacé lors de sa diffusion en DVD et BD par l'andante du Concerto pour piano no 21 de Mozart. On retrouve l'ancien extrait dans la bande-annonce du film.
Le morceau joué lors de la scène finale est constitué d'extraits du concerto pour violon de Tchaïkovski.
Pour apprendre à tenir l'instrument et à imiter les gestes d'un violoniste, Mélanie Laurent a suivi des cours de violon de façon assez ludique avec Sarah Nemtanu, premier violon solo de l'Orchestre national de France et interprète de la bande-son du concerto de la scène finale. Pendant six mois, la violoniste d'origine roumaine a formé l'actrice pour que les mouvements de l'archet et de la main gauche soient plus réalistes. Mélanie Laurent étant gauchère, cet inconvénient a, de l'avis de cette dernière, rendu l'apprentissage plus délicat. Pour rendre les scènes où « joue » Mélanie Laurent plus crédibles, Radu Mihaileanu a eu recours à une doublure manuelle. C'est Mathilde Borsarello (violoniste également à l'Orchestre national de France et 4e lauréate du concours Long-Thibaud 2010) qui a été mise à contribution. La taille de sa main gauche et la couleur de ses cheveux (pour certains plans du film) étant plus proches de celles de l'actrice.

## Distinctions
| Année | Cérémonie | Titre                                                         | Résultat   |
| ----- | --------- | ------------------------------------------------------------- | ---------- |
| 2010  | César     | Meilleur scénario original                                    | Nomination |
| 2010  | César     | Meilleur son Pierre Excoffier, Bruno Tarrière et Sélim Azzazi | Récompensé |
| 2010  | César     | Meilleure musique pour Armand Amar                            | Récompensé |
| 2010  | César     | Meilleur montage                                              | Nomination |
| 2010  | César     | Meilleur réalisateur pour Radu Mihaileanu                     | Nomination |
| 2010  | César     | Meilleur film                                                 | Nomination |
| 2011  | Magritte  | Meilleure coproduction                                        | Nomination |
| 2011  | Magritte  | Meilleur montage pour Ludo Troch                              | Nomination |

## Box-Office
| Film       | Box-Office France | Box-Office étranger | Total             |
| Le Concert | 1 886 779 entrées | 2 418 114 entrées   | 4 304 893 entrées |

Le film a fait 695 000 entrées dans les salles italiennes, 250 000 entrées dans les salles espagnoles et 250 000 entrées dans les salles allemandes.